# Nikolas Sattlberger
Nikolas Sattlberger (Vienna, 18 gennaio 2004) è un calciatore austriaco, centrocampista del Genk.

## Caratteristiche tecniche
Gioca come centrocampista centrale.

## Carriera

### Club
Prodotto del settore giovanile del First Vienna, nel 2018 è stato acquistato dal Rapid Vienna, con cui ha firmato il suo primo contratto professionistico nel maggio del 2022.
Il 21 luglio 2023 ha debuttato in prima squadra nell'incontro di Conference League pareggiato 0-0 contro il Lechia Danzica e tre giorni più tardi ha debuttato anche in Bundesliga giocando titolare contro il Ried. A partire dalla stagione 2023-2024 è stato promosso definitivamente in prima squadra, con cui ha iniziato a giocare con regolarità.

### Nazionale
Ha giocato tutte le rappresentative giovanili austriache dall'Under-15 all'under-21.

## Statistiche

### Presenze e reti nei club
Statistiche aggiornate al 18 gennaio 2025.
| Stagione               | Squadra                | Campionato             | Campionato | Campionato | Coppe nazionali | Coppe nazionali | Coppe nazionali | Coppe continentali | Coppe continentali | Coppe continentali | Altre coppe | Altre coppe | Altre coppe | Totale | Totale | Totale |
| Stagione               | Squadra                | Comp                   | Pres       | Reti       | Comp            | Pres            | Reti            | Comp               | Pres               | Reti               | Comp        | Pres        | Reti        | Pres   | Reti   |        |
| ---------------------- | ---------------------- | ---------------------- | ---------- | ---------- | --------------- | --------------- | --------------- | ------------------ | ------------------ | ------------------ | ----------- | ----------- | ----------- | ------ | ------ | ------ |
| 2020-2021              | Rapid Vienna II        | 2.L                    | 7          | 0          | -               | -               | -               | -                  | -                  | -                  | -           | -           | -           | 7      | 0      |        |
| 2021-2022              | Rapid Vienna II        | 2.L                    | 7          | 1          | -               | -               | -               | -                  | -                  | -                  | -           | -           | -           | 7      | 1      |        |
| 2022-2023              | Rapid Vienna II        | 2.L                    | 17         | 0          | -               | -               | -               | -                  | -                  | -                  | -           | -           | -           | 17     | 0      |        |
| Totale Rapid Vienna II | Totale Rapid Vienna II | Totale Rapid Vienna II | 31         | 1          |                 | -               | -               |                    | -                  | -                  |             | -           | -           | 31     | 1      |        |
| 2022-2023              | Rapid Vienna           | BL                     | 3          | 0          | CA              | 0               | 0               | UECL               | 3                  | 0                  | -           | -           | -           | 6      | 0      |        |
| 2023-2024              | Rapid Vienna           | BL                     | 30         | 0          | CA              | 4               | 0               | UECL               | 4                  | 0                  | -           | -           | -           | 38     | 0      |        |
| Totale Rapid Vienna    | Totale Rapid Vienna    | Totale Rapid Vienna    | 33         | 0          |                 | 4               | 0               |                    | 7                  | 0                  |             | -           | -           | 44     | 0      |        |
| 2024-2025              | Genk                   | D1                     | 16         | 1          | CB              | 2               | 0               | -                  | -                  | -                  | -           | -           | -           | 18     | 1      |        |
| Totale carriera        | Totale carriera        | Totale carriera        | 80         | 2          |                 | 6               | 0               |                    | 7                  | 0                  |             | -           | -           | 93     | 2      |        |